# جيمس دبليو. بال
جيمس دبليو. بال (بالإنجليزية: James W. Ball)‏ هو ضابط أمريكي، ولد في 10 فبراير 1939 في كولومبيا في الولايات المتحدة.